# آخوندک زمینی یرسین
آخوندک زمینی یرسین (نام علمی: Yersiniops sophronicus)، گونه‌ای از آخوندک‌های نیایشگر و بومی آمریکای شمالی است.